# Sieć Badawcza SEEN
Sieć Badawcza SEEN (SE European Bird Migration Network) – międzynarodowa organizacja zrzeszająca instytucje badające południowo-wschodni szlak migracji ptaków biegnący z Europy i Azji Zachodniej do Afryki.

## Historia i działalność SEEN
SEEN została powołana w 1996 roku z inicjatywy prof. dr. hab. Przemysława Busse, ówczesnego kierownika Stacji Badania Wędrówek Ptaków Uniwersytetu Gdańskiego. Siedzibą SEEN jest XIX-wieczny dwór w Przebendowie w powiecie wejherowskim, w którym w latach 1980–2009 mieściła się Stacja Badania Wędrówek Ptaków. W siedzibie organizacji znajduje się centralna baza danych o ptakach zaobrączkowanych przez placówki zrzeszone w SEEN. Przewodniczącym SEEN jest prof. Przemysław Busse.
SEEN stawia sobie za cel wspieranie badań poszerzających wiedzę na temat szlaków migracji ptaków, utworzenie jednolitej metodyki zbierania danych na temat migracji, opracowywanie i rozwijanie nowych technik analizowania danych (programy komputerowe, wysoce wyspecjalizowane metody statystyczne itp.), udział w międzynarodowych programach badawczych oraz wymiana danych i doświadczeń dotyczących migracji ptaków, jak również promowanie ochrony ptaków i ich siedlisk. SEEN pomaga organizować prace badawcze, a także regularnie prowadzi szkolenia z zakresu badań nad migracjami ptaków, szczególnie w krajach, gdzie do tej pory nie prowadzono tego typu badań lub odbywały się one nieregularnie. Sieć SEEN organizowała krajowe systemy obrączkowania ptaków w Egipcie, Jordanii i Turcji.
Uczestnictwo w Międzynarodowej Sieci Badawczej SEEN jest dobrowolne. Członkiem SEEN może zostać stacja ornitologiczna czy jednostka naukowa uczelni, organizacja naukowa, organizacja pozarządowa zajmująca się ochroną ptaków lub grupa badawcza zajmująca się badaniem migracji ptaków.
W 2020 roku z siecią badawczą SEEN współpracowało 50 instytucji z 22 krajów – od Finlandii do Południowej Afryki oraz od Włoch do Kazachstanu.